# Monstera tuberculata
Monstera tuberculata — це вид рослини з роду Monstera, який росте від Мексики на південь до Панами (Беліз, Коста-Рика, Гватемала, пд. Мексика, Нікарагуа, Панама). Він росте в низинних вологих тропічних біомах на висоті до 200 метрів. Подібно до Monstera dubia та кількох інших видів у своєму роді, молодий M. tuberculata має характер росту, схожий на черепицю, з листям, щільно притиснутими до стовбурів дерев. У міру дозрівання у нього з’являються овальні листя з короткими черешками. Незвично для ароїдних, його плід висить як кулон.